# كورنيليوس يانسن (أسقف غنت)
كورنيليوس يانسن هو كاتب وقسيس هولندي، ولد في 1510 في Hulst ‏ في هولندا، وتوفي في 10 أبريل 1576 في غنت في بلجيكا.